# Ascelino di Lombardia
Ascelino di Lombardia, noto anche come Nicola Ascelino o Ascelin di Cremona (Cremona, prima del – dopo il 1247), è stato un religioso italiano, frate domenicano di origine lombarda. Venne inviato in missione dai Tatari su ordine di papa Innocenzo IV. Giunto a destinazione nel 1247, dopo aver viaggiato per Mesopotamia e Persia per una questione di etichetta (si rifiutarono di sottoporsi al cerimoniale tartaro della genuflessione) non venne ricevuto. Nel luglio dello stesso anno con Simone di San Quintino presero la via del ritorno, di cui rimangono frammenti di un diario scritto da quest'ultimo, intitolato "Due viaggi in Tartaria per alcuni frati dell'ordine minore di San Dominico, mandati da papa Innocenzio IV nella detta provincia per ambasciatori l'anno 1247", ma di Ascelino si persero le tracce.